# Петогодишњи планови Совјетског Савеза
Петогодишњи планови развоја националне економије Савеза Совјетских Социјалистичких Република (СССР) (Пятилетние планы развития народного хозяйства СССР) се састојао од низа централизованих економских планова широм земље у Совјетском Савезу, почевши од касних 1920-их. Совјетски државни одбор за планирање Госплан је развио ове планове на основу теорије производних снага које су чиниле део идеологије Комунистичке партије за развој совјетске привреде. Испуњавање садашњег плана постало је парола совјетске бирократије.
Неколико совјетских петогодишњих планова није заузело цео временски период који им је додељен: неки су проглашени успешно завршеним раније него што се очекивало, неки су трајали много дуже него што се очекивало, а други су потпуно пропали и морали су да буду напуштени. Свеукупно, Госплан је покренуо тринаест петогодишњих планова. Почетни петогодишњи планови имали су за циљ постизање брзе индустријализације у Совјетском Савезу и на тај начин су ставили велики фокус на тешку индустрију. Први петогодишњи план, прихваћен 1928. за период од 1929. до 1933. године, завршен је годину дана раније. Последњи петогодишњи план, за период од 1991. до 1995. године, није завршен, пошто је Совјетски Савез распао 1991. године.
Друге комунистичке државе, укључујући Народну Републику Кину, и у мањој мери, Републику Индонезију, спровеле су процес коришћења петогодишњих планова као жаришних тачака за економски и друштвени развој.

## Позадина
Јосиф Стаљин је наследио и подржавао нову економску политику (НЕП) од Владимира Лењина. Године 1921, Лењин је убедио 10. партијски конгрес да одобри НЕП као замену за ратни комунизам који је успостављен током грађанског рата у Русији. Сва земља је проглашена национализованом Уредбом о земљишту, финализованом у Законику о земљишту из 1922. године, који је такође поставио колективизацију као дугорочни циљ. Иако је сељацима било дозвољено да обрађују земљу коју су поседовали, вишак производње је откупила држава (под државним условима), а сељаци су смањили производњу; при чему је храна реквирирана. Новац је постепено заменио бартер и систем купона.
Лав Троцки је поднео заједнички извештај априлском пленуму Централног комитета 1926. у којем је предложен програм за националну индустријализацију и замену годишњих планова петогодишњим плановима. Његове предлоге је одбацила већина Централног комитета, коју је контролисала тројка и коју је Стаљин у то време исмевао. Стаљинова верзија петогодишњег плана спроведена је 1928. године и ступила је на снагу до 1932. године.
Када се рат завршио, НЕП је преузео власт од ратног комунизма. За то време држава је контролисала сва велика предузећа (тј. фабрике, руднике, железницу) као и предузећа средње величине, али су мала приватна предузећа, која запошљавају мање од 20 људи, била дозвољена. Реквизиција пољопривредних производа замењена је пореским системом (фиксна пропорција усева), а сељаци су били слободни да продају своје вишкове (по државно регулисаним ценама) - иако су били подстицани да се придруже државним фармама (Совхозе, сет на земљи експроприсаној од племића након револуције 1917.), у којој су радили за фиксну плату као радници у фабрици. Новац се вратио у употребу, издавањем нових новчаница које су биле покривене златом.
НЕП је био Лењинов одговор на кризу. Године 1920. индустријска производња је износила 13%, а пољопривредна производња 20% од цифара из 1913. године. Између 21. фебруара и 17. марта 1921. године, морнари у Кронштату су се побунили. Поред тога, руски грађански рат, који је био главни разлог за увођење ратног комунизма, је практично био добијен; па би контроле могле бити опуштене.
Двадесетих година 20. века водила се велика дебата између Бухарина, Томског и Рикова с једне стране и Троцког, Зиновјева и Камењева с друге стране. Прва група сматрала је да НЕП обезбеђује довољну државну контролу привреде и довољно брз развој, док се друга залагала за бржи развој и већу државну контролу, сматрајући, између осталог, да профит треба да се дели на све људе., и то не само међу неколицином привилегованих. Године 1925, на 14. партијском конгресу, Стаљин је, као што је то обично чинио у првим данима, остао у позадини, али је стао на страну Бухаринове групе. Међутим, касније, 1927. године, променио је страну, подржавајући оне за нови курс, уз већу државну контролу.
Неки научници су тврдили да је програм масовне индустријализације који су заступали Лав Троцки и лева опозиција био кооптиран да послужи као основа Стаљиновог првог петогодишњег плана. Троцки је поднео заједнички извештај априлском пленуму Централног комитета 1926. у којем је предложен програм за националну индустријализацију и замену годишњих планова петогодишњим плановима. Његове предлоге је одбацила већина Централног комитета, коју је контролисала тројка и коју је Стаљин у то време исмевао. Према историчарки Шили Фицпатрик, научни консензус је био да је Стаљин присвојио позицију леве опозиције по питањима као што су индустријализација и колективизација.

## Планови
„План је закон, испуњење је дужност, преиспуњење је част!“. Овде се „дужност“ може тумачити и као „обавеза“.
Сваки петогодишњи план бавио се свим аспектима развоја: капиталним добрима (која се користе за производњу других добара, као што су фабрике и машине), робом широке потрошње (нпр. столице, теписи и пегле), пољопривредом, саобраћајем, комуникацијама, здравством, образовањем, и благостање. Међутим, нагласак је варирао од плана до плана, иако је генерално нагласак био на снази (струја), капиталним добрима и пољопривреди. Постојале су базе и оптимални циљеви. Уложени су напори, посебно у трећем плану, да се индустрија помери на исток како би била безбеднија од напада током Другог светског рата. Совјетски планери су прогласили потребу за "константном борбом, борбом и борбом" за постизање комунистичког друштва. Ови петогодишњи планови садржали су програме за огромно повећање производње индустријских добара. Стаљин је упозорио да ће нас без окончања економског заостајања „напредне земље... сломити“.

### Први план, 1928–1932
Од 1928. до 1940. број совјетских радника у индустрији, грађевинарству и транспорту порастао је са 4,6 милиона до 12,6 милиона и фабричка производња је порасла. Стаљинов први петогодишњи план помогао је да СССР постане водећа индустријска нација.
У том периоду покренуте су прве чистке против многих људи који раде за Госплан. Међу њима је био Владимир Базаров, суђење мењшевицима из 1931. (у чијем центру је Владимир Громан ).
Стаљин је 1. октобра 1928. најавио почетак првог петогодишњег плана индустријализације, који је трајао до 31. децембра 1932. године. Стаљин је то описао као нову револуцију одозго. Када је овај план почео, СССР је био пети у индустријализацији, а са првим петогодишњим планом прешао је на друго место, са само Сједињеним Државама на првом месту.
Овај план је испунио индустријске циљеве за мање времена него што је првобитно предвиђено. Циљеви производње су повећани за пријављених 50% током почетног разматрања индустријских циљева. Велики акценат је стављен на тешку индустрију. Отприлике 86% свих индустријских инвестиција током овог времена отишло је директно у тешку индустрију. Званично, први петогодишњи план за индустрију испуњен је у обиму од 93,7 одсто за само четири године и три месеца. Средства за производњу у тешкој индустрији премашила су квоту за 103,4%. Индустрија лаке, односно широке потрошње, достигла је до 84,9% своје додељене квоте. Међутим, постоје неке спекулације у вези са легитимношћу ових бројева јер је природа совјетске статистике погрешна или преувеличана. Друго питање је било то што је квалитет жртвован да би се постигао квантитет, а производни резултати су генерисали веома различите артикле. Сходно томе, уведено је рационирање како би се решила хронична несташица хране и снабдевања.
Пропаганда коришћена пре, током и после првог петогодишњег плана упоређивала је индустрију са битком. Ово је било веома успешно. Користили су изразе као што су „фронтови“, „кампање“ и „пробоји“, док су у исто време радници били приморани да раде више него икада раније и организовани у „шок трупе“, а они који су се побунили или нису успели да задрже својим радом третирани су као издајници. Плакати и флајери коришћени за промоцију и рекламирање плана такође су подсећали на ратну пропаганду. Популарна војна метафора произашла је из економског успеха првог петогодишњег плана: „Нема тврђава које бољшевици не могу да јуришају“. Стаљину се ово посебно допало.
Први петогодишњи план није се односио само на економију. Овај план је био револуција која је имала за циљ да трансформише све аспекте друштва. Начин живота већине људи се драстично променио током овог револуционарног времена. План је такође назван " Велики заокрет ". Индивидуална сељачка пољопривреда уступила је место ефикаснијем систему колективне пољопривреде. Сељачка имовина и читава села била су укључена у државну привреду која је имала своје тржишне снаге.
Међутим, у почетку је постојао снажан отпор томе. Сељаци су предводили свеобухватан напад да би заштитили индивидуалну пољопривреду; међутим, Стаљин с правом није видео сељаке као претњу. Упркос томе што су били највећи сегмент становништва, они нису имали праву снагу и стога нису могли представљати озбиљну претњу по државу. У време када је то урађено, план колективизације је личио на веома крваву војну кампању против традиционалног начина живота сељака. Ова друштвена трансформација заједно са невероватним економским процватом догодила се у исто време када је цео совјетски систем добио свој дефинитивни облик у деценији 1930.
Многи научници сматрају да је још неколико важних фактора, попут спољне политике и унутрашње безбедности, ушло у извршење петогодишњег плана. Док су идеологија и економија били главни део, припрема за предстојећи рат утицала је и на све главне делове петогодишњег плана. Ратни напори су се заиста појачали 1933. када је Хитлер дошао на власт у Немачкој. Стрес који је ово изазвало на унутрашњу безбедност и контролу у петогодишњем плану тешко је документовати.
Иако је већина цифара била преувеличана, Стаљин је могао искрено да објави да је план остварен пре рока; међутим, многа улагања на запад су искључена. Иако су изграђене многе фабрике и индустријска производња је експоненцијално порасла, оне нису биле близу циљаног броја.
Иако је било великог успеха, било је и много проблема не само са самим планом, већ и са брзином реализације. Њен приступ индустријализацији био је веома неефикасан и уложене су екстремне количине ресурса у изградњу која, у многим случајевима, никада није била завршена. Ови ресурси су такође стављени у опрему која никада није коришћена, или уопште није била потребна. Многа роба широке потрошње произведена у то време била је тако ниског квалитета да се никада није могла користити и била је расипана.
Главни догађај током првог петогодишњег плана била је глад 1932-33. Глад је достигла врхунац током зиме '32-'33, одневши животе процењених 3,3 до 7 милиона људи, док су милиони више били трајно инвалиди. Глад је била директна последица индустријализације и колективизације спроведене првим петогодишњим планом. Многи сељаци који су патили од глади почели су да саботирају испуњавање својих обавеза према држави и, колико год су могли, склањали су залихе хране. Иако је Стаљин тога био свестан, кривицу за непријатељство свалио је на сељаке, рекавши да су објавили рат совјетској власти.

### Други план, 1932–1937
Због успеха првог плана, Стаљин није оклевао да настави са другим петогодишњим планом 1932, иако је званични датум почетка плана био 1933. Други петогодишњи план дао је тешкој индустрији главни приоритет, стављајући Совјетски Савез далеко иза Немачке као једне од највећих земаља у производњи челика у свету. Град Магнитогорск био је 5. по величини челик 1934. године. Стахановски покрет је имао за циљ даље повећање производње гвожђа и челика увођењем „државних дарова“ за оне који напредују. Даља побољшања су направљена у комуникацијама, посебно на железници, које су постале брже и поузданије. Као што је био случај са осталим петогодишњим плановима, други није био тако успешан, јер није достигао препоручене нивое производње у областима као што су индустрија угља и нафте. Други план је укључивао подстицаје као и казне, а циљеви су ублажени као награда за први план који је завршен пре рока за само четири године. Са увођењем бриге о деци, мајке су охрабрене да раде како би помогле у успеху плана. До 1937. године толкачи су се појавили на кључној позицији посредујући између предузећа и комесаријата.
У складу са совјетском доктрином државног атеизма ( госатеизма ), овај петогодишњи план од 1932. до 1937. године укључивао је и ликвидацију богомоља, са циљем затварања цркава између 1932-1933 и елиминације свештенства до 1935-1936.
Другим петогодишњим планом (1933–1937) уведена је подстицајна шема да се сви сељаци убеде да се придруже колективним фармама. Сваком је дозвољено мало земљиште за сопствене потребе, што је довело до опоравка пољопривредне производње јер су сељаци производили воће, поврће, месо и млеко на сопственим парцелама.

### Трећи план, 1938–1941
Трећи петогодишњи план трајао је само 3½ године, до јуна 1941, када је Немачка напала Совјетски Савез током Другог светског рата. Како се рат приближавао, више ресурса је уложено у развој наоружања, тенкова и оружја, као и изградњу додатних војних фабрика источно од планина Урала.
Прве две године треће петолетке показале су се као још веће разочарење у погледу прокламованих производних циљева. Ипак, пријављена стопа годишњег индустријског раста од 12% до 13% постигнута је у Совјетском Савезу током 1930-их. План је имао намеру да се фокусира на потрошну робу. Совјетски Савез је углавном допринео ресурсима за развој оружја и изградио додатне војне фабрике по потреби. До 1952. индустријска производња је била скоро дупло већа од нивоа из 1941. („петогодишњи планови“). Стаљинови петогодишњи планови помогли су да се Совјетски Савез трансформише из необученог друштва сељака у напредну индустријску економију.

### Четврти и пети план, 1945–1955
Стаљин је 1945. обећао да ће СССР бити водећа индустријска сила до 1960. године.
СССР је у овој фази био разорен ратом. Званично, 98.000 колективних фарми је било опљачкано и уништено, уз губитак 137.000 трактора, 49.000 комбајна, 7 милиона коња, 17 милиона говеда, 20 милиона свиња, 27 милиона оваца; 25% све капиталне опреме је уништено у 35.000 фабрика и фабрика; 6 милиона зграда, укључујући 40.000 болница, у 70.666 села и 4.710 градова (40% градских станова) је уништено, остављајући 25 милиона без крова над главом; уништено је око 40% железничких колосека; званично је умрло 7,5 милиона војника, плус 6 милиона цивила, али је умрло можда 20 милиона. Године 1945. рударство и металургија су били на 40% нивоа из 1940. године, електрична енергија је пала на 52%, сирово гвожђе 26% и челик 45%; производња хране износила је 60% од нивоа из 1940. године. После Пољске, СССР је био најтеже погођен ратом. Обнова је била отежана хроничним недостатком радне снаге због огромног броја совјетских жртава у рату (између 20 и 30 милиона). Штавише, 1946. је била најсушнија година од 1891. године, а жетва је била лоша.
САД и СССР нису били у стању да се договоре о условима америчког зајма за помоћ реконструкцији, а то је допринело брзој ескалацији Хладног рата. Међутим, СССР је добио репарације од Немачке и натерао је источноевропске земље да плаћају у замену за то што су их Совјети ослободили од нациста. Године 1949. основан је Савет за међусобну економску помоћ (Kомекон) који је економски повезао земље источног блока. Једна трећина капиталних издатака четвртог плана потрошена је на Украјину, која је била значајна у пољопривреди и индустрији, и која је била једна од области које су највише разорене ратом.

### Шести план, 1956–1958
Шести петогодишњи план покренут је 1956. године током периода двојног руководства под Никитим Хрушчовом и Николајем Булгањином, али је након две године напуштен због преоптимистичних циљева.

### Седми план, 1959–1965
За разлику од других планских периода, 1959. године објављен је седмогодишњи план (рус. семилетка), одобрен на 21. конгресу Комунистичке партије Совјетског Савеза 1959. године. Ово је спојено у седми петогодишњи план 1961. године, који је покренут са слоганом „сустићи и престићи САД до 1970. године“. План је донео благи помак од тешке индустрије ка хемикалијама, роби широке потрошње и природним ресурсима.
План је такође имао намеру да се оснује 18 нових института у сарадњи са Украјинском академијом наука.

### Осми план, 1966–1970
Осми план је довео до тога да се количина извезеног жита удвостручи.

### Девети план, 1971–1975
Око 14.5 СССР је увезао милион тона житарица. Детант и побољшање односа између Совјетског Савеза и Сједињених Држава омогућили су већу трговину. Фокус плана је првенствено био на повећању броја потрошачких добара у привреди како би се побољшао совјетски животни стандард. Иако у великој мери није успео у том циљу успео је да значајно унапреди совјетску компјутерску технологију.

### Десети план, 1976–1980
Леонид Брежњев је прогласио слоган „План квалитета и ефикасности” за овај период.

### Једанаести план, 1981–1985
Током једанаестог петогодишњег плана, земља је увезла око 42 милиона тона житарица годишње, скоро дупло више него током десете петолетке и три пута више него током девете петолетке (1971–1975). Највећи део овог жита је продао Запад; 1985. године, на пример, 94% совјетског увоза житарица било је из несоцијалистичког света, а САД су продале 14,1 милион тона. Међутим, укупан совјетски извоз на Запад је увек био скоро једнак увозу: на пример, 1984. укупан извоз на Запад био је 21,3 милијарди рубаља, док је укупан увоз износио 19,6 милијарди рубаља.

### Дванаести план, 1986–1990
Последњи, 12. план започео је слоганом ускореније (убрзања), убрзања економског развоја (брзо заборављеног у корист нејасног мота перестројке ) завршио се дубоком економском кризом у практично свим областима совјетске привреде и падом производње.
Закон о државном предузећу из 1987. године и накнадни декрети о хозрасчиоту и самофинансирању у различитим областима совјетске привреде имали су за циљ децентрализацију како би се превазишли проблеми планске економије.

## Петогодишњи планови у другим земљама
Већина других комунистичких држава, укључујући Народну Републику Кину, усвојиле су сличан метод планирања. Јужна Кореја је имала петогодишње планове од 1962. до 1996. које је представио Парк Чунг Хи.
Иако је Република Индонезија под Сухартом позната по антикомунистичкој чистки, његова влада је такође усвојила исти метод планирања због политике свог социјалистичког претходника Сукарна. Ова серија петогодишњих планова у Индонезији је названа РЕПЕЛИТА; планови I до VI су вођени од 1969. до 1998.
Пакистан је имао петогодишње планове од 1956. до 1998. године, а 2004. их је наслиједио Средњорочни развојни оквир. Бутан, иако није социјалистичка земља, такође је усвојио петогодишње планове за подршку својој економији и националном развоју.

## Информациона технологија
Државно планирање привреде захтевало је обраду великих количина статистичких података. Совјетска држава је након револуције национализовала фабрику аритмометара Однер у Санкт Петербургу. Држава је касније почела да изнајмљује опрему за табеле. До 1929. био је веома велики корисник статистичких машина, у размерама САД или Немачке. Државна банка је у 14 експозитура имала машине за табелирање. Остали корисници су били Централни статистички биро, Совјетски Комесаријат за финансије, Совјетски Комесаријат за инспекцију, Совјетски Комесаријат за спољну трговину, Граин Труст, Совјетске железнице, руски Форд, руски Буицк, фабрику трактора Карков и Творницу наоружања Тула. ИБМ је такође имао добар посао са совјетском државом 1930-их, укључујући испоруку бушених картица за Стаљинову аутомобилску творницу.

## Почасти
Мала планета 2122 Пјатилетка коју је 1971. године открила совјетска астрономка Тамара Михајловна Смирнова названа је у част петогодишњих планова СССР-а.